# Itsutsu-no-kata
Itsutsu-no-kata (em japonês:  五の形, moldes de cinco) é um dos kata do judô. Isto é, trata-se de um conjunto de técnicas concebidas para o enfrentamento de certas condições de luta e reação a uma técnica contrária, no caso, o escopo do kata é proporcionar o manuseio das energias por intermédio da interpretação e aplicação de cinco princípios naturais. Contém cinco técnicas (a evocar o movimento de forças naturais), apenas, pelo que se acredita ser um trabalho incompleto do mestre Jigoro Kano e foram baseadas nos conceitos da escola de Tenjin shinyo-ryu. Nele, estão condensados os princípios de movimentação e aproveitamento do ambiente e, bem assim, a relação que se dá com o contendor. Pretende-se estudar e desenvolver as técnicas de tai sabaki.

## Primeiro princípio
Ippon me (一本 目, primeira óptica), ichi (一), jizo daoshi (地像 倒し, jizō dashi) ou oshigaeshi (押返し)[a], tem por base a circunstância de que um ataque sequenciado termina por gerar de per se uma forma de defesa, posto que se enfrente um adversário bem maior ou com melhores conhecimentos.

## Segundo princípio
Nihon me (二本 目), ni (二), hiki otoshi (引き 落し) ou eige (映解)[a], baseia-se no controlo da energia despendida pelo oponente em seu próprio desfavor.

## Terceiro princípio
Sanbon me (三本 目), san (三), to bi (投 美) ou tomowakare (共別れ)[a], quer demonstrar um princípio de rotação, no qual um circulo interno controlaria um externo.

## Quarto princípio
Shihon me (四本 目), shi (四), nami (波) ou roin (浪引)[a], é baseada no modelo da atividade ondulatória, tal como as ondas do mar, que paulatinamente carreiam tudo para dentro das águas, não havendo consideração acerca do tamanho, da forma  ou do tempo.

## Quinto princípio
Gohon me (五本 目), go (五, gō), iwa (岩) ou sekka no wakare (石火の別れ)[a], mostra que quando energias chocam-se, uma tende a evitar a destruição de ambas.